# Willem van Zwet

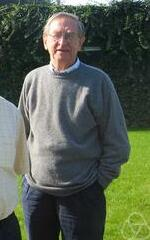
Willem van Zwet

Willem van Zwet (* 31. März 1934; † 2. Juli 2020 in Oegstgeest) war ein niederländischer Mathematiker, der sich mit Mathematischer Statistik befasste.
Van Zwet wurde 1964 bei Jan Hemelrijk an der Universität Amsterdam promoviert (Convex Transformations of Random Variables). Danach war er am Mathematisch Centrum in Amsterdam und ab 1965 Professor für Statistik an der Universität Leiden, mit voller Professur ab 1968.
Van Zwet war von 1992 bis 1999 Direktor des Thomas Stieltjes Institute for Mathematics. Er war 1997 einer der Gründer von Eurandom (European Institute for Statistics, Probability, Stochastic Operations Research and their Applications) in Eindhoven und 1997 bis 2000 dessen Direktor.
Von 1987 bis 1989 war van Zwet Präsident der Bernoulli Society. Er war Fellow des Institute of Mathematical Statistics. 2006 erhielt er den Humboldt-Forschungspreis, 1993 die Adolph Quetelet Medaille und 1978 wurde er Ehren-Fellow der Royal Statistical Society. Ab 1979 war er Mitglied der Königlich Niederländischen Akademie der Wissenschaften, ab 1990 war er Mitglied der Academia Europaea und 1996 wurde er Ritter des Ordens des Niederländischen Löwen. 1997 wurde er Ehrendoktor der Karls-Universität Prag.

## Schriften
- Sara van de Geer, Marten Wegkamp (Hrsg.): Selected Works of Willem van Zwet, Springer Verlag 2012